# Princess Tower
A Princess Tower 101 emeletes, 413,4 méter magas felhőkarcoló az Egyesült Arab Emírségekben, Dubaj városban található. Az építkezések 2005-ben kezdődtek és 2012-ben  fejeződtek be. Elkészültével a világ legmagasabb lakóháza várhatóan addig, amíg el nem készül a szintén Dubajban épülő Pentominium. 
A torony 2012 májusában bekerült a Guinness Rekordok Könyvébe.

## Külső hivatkozások
- Hivatalos honlap

## Fordítás
- Ez a szócikk részben vagy egészben  a   Princess Tower című angol Wikipédia-szócikk fordításán alapul.  Az eredeti cikk szerkesztőit annak laptörténete sorolja fel. Ez a jelzés csupán a megfogalmazás eredetét és a szerzői jogokat jelzi, nem szolgál a cikkben szereplő információk forrásmegjelöléseként.